# Ceferino Agostini
Ceferino Agostini (Verona, 24 de septiembre de 1813-6 de abril de 1896) fue un sacerdote italiano, fundador de la Congregación de las Hermanas Ursulinas Hijas de María Inmaculada, venerado como beato por la Iglesia católica.

## Biografía
Ceferino Agostini (en italiano: Zefirino Agostini) nació el Verona el 24 de septiembre de 1813. Ingresó al seminario diocesano de su ciudad y fue ordenado sacerdote el 11 de marzo de 1837. Se desempeñó como cooperador en la parroquia de los Santos Nazaro y Celso en Verona (1837-1845), hasta que en 1845 fue nombrado párroco. El territorio que comprendía dicha parroquia era enorme y de ella dependían gran parte de los pobres de la ciudad.
En 1852, Agostini intentó abrir un centro juvenil con el ideal de dejarlo bajo la administración de las religiosas canosianas. Sin embargo no obtuvo los resultados deseados, por ello animó un oratorio femenino en el cual formó un grupo de jóvenes, a las que confió una escuela de caridad para las niñas de la parroquia. De ese grupo, en 1960, algunas de ellas iniciaron a vivir en comunidad, y las llamaban las hermanas devotas de Santa Ángela Merici. Basándose en el modo de vida de las Ursulinas de Brescia, el fundador redactó las constituciones y con la aprobación del obispo de Verona, en 1969, dieron vida a la Congregación de las Hermanas Ursulinas Hijas de María Inmaculada.
Agostini ocupó el cargo de párroco de la misma parroquia por más de 50 años hasta el día de su muerte, acaecida el 6 de abril de 1896.

## Culto
En 1964 se inició el proceso informativo para corroborar la fama de santidad de Ceferino Agostini, llevado a término el 22 de enero de 1991, cuando el papa Juan Pablo II decretó sus virtudes, declarándolo venerable.
El 25 de octubre de 1998 fue beatificado por el mismo pontífice, en la celebración eucarística llevada a cabo en la plaza de San Pedro de la Ciudad del Vaticano. Sus reliquias se veneran en la iglesia de las Ursulinas de Verona, casa madre de la congregación por él fundada. Su fiesta se celebra el 6 de abril.